# Karmelitenkloster Bamberg

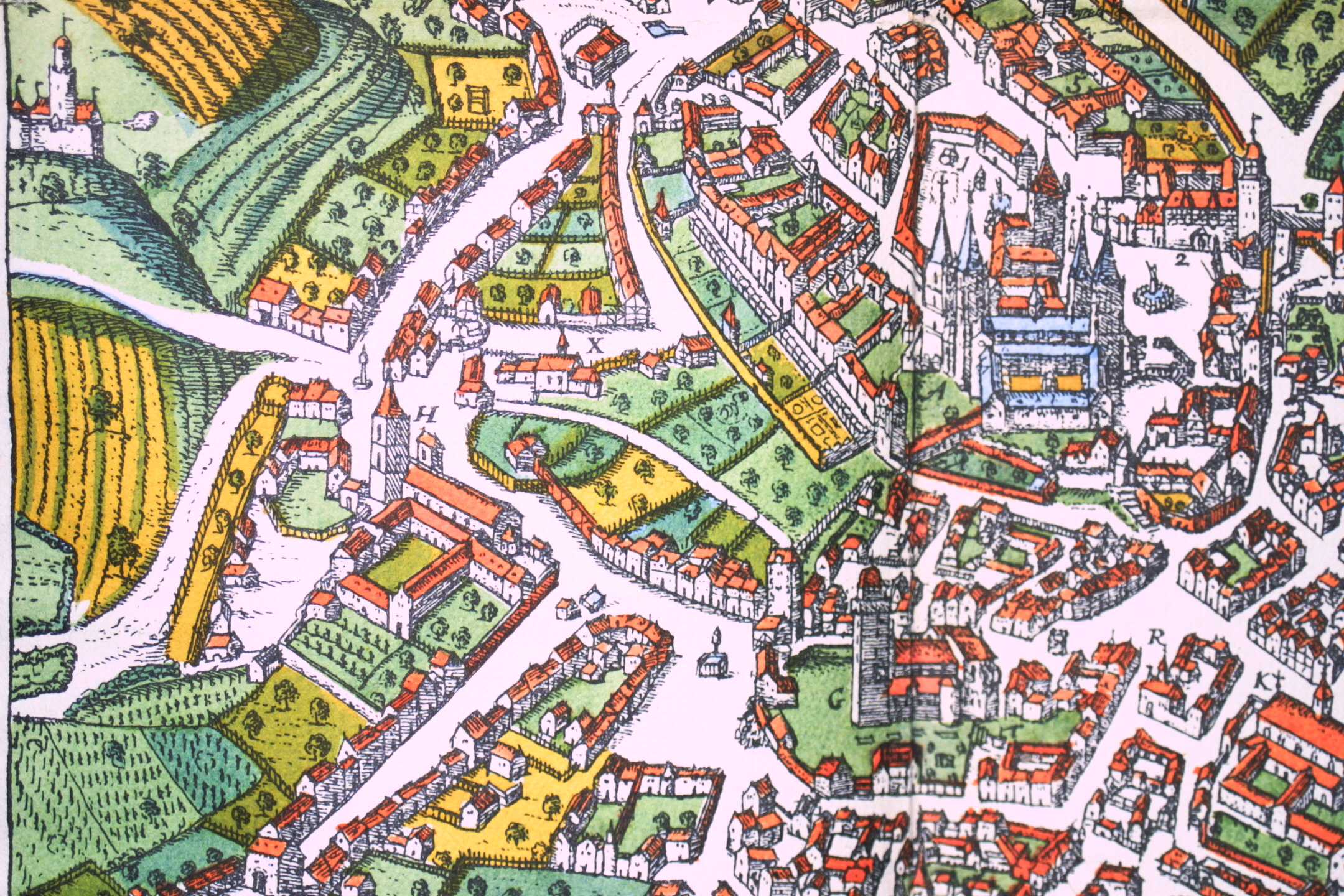
Karmelitenkloster auf einer Karte von Georg Braun und Franz Hogenberg

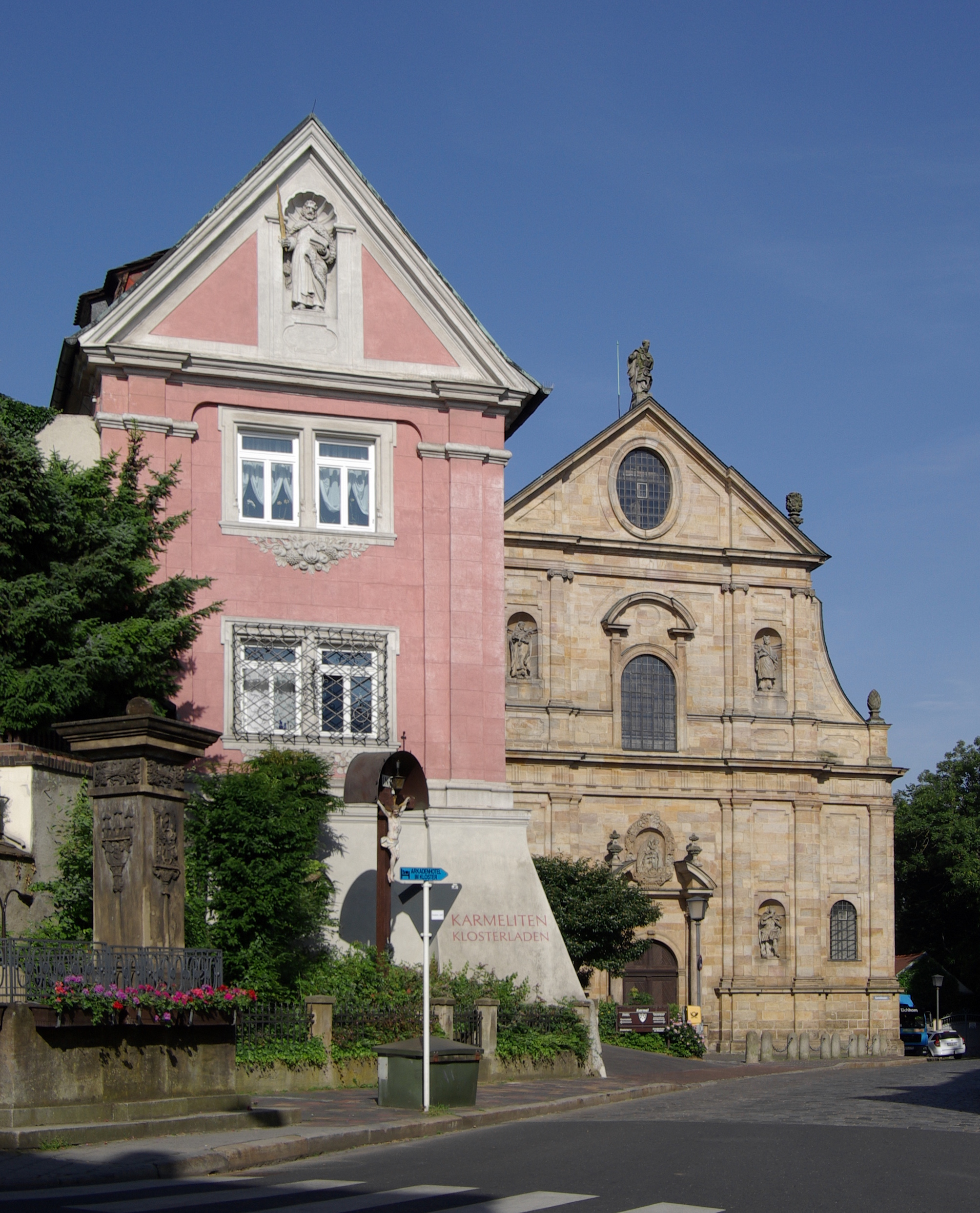
Kloster und Kirche

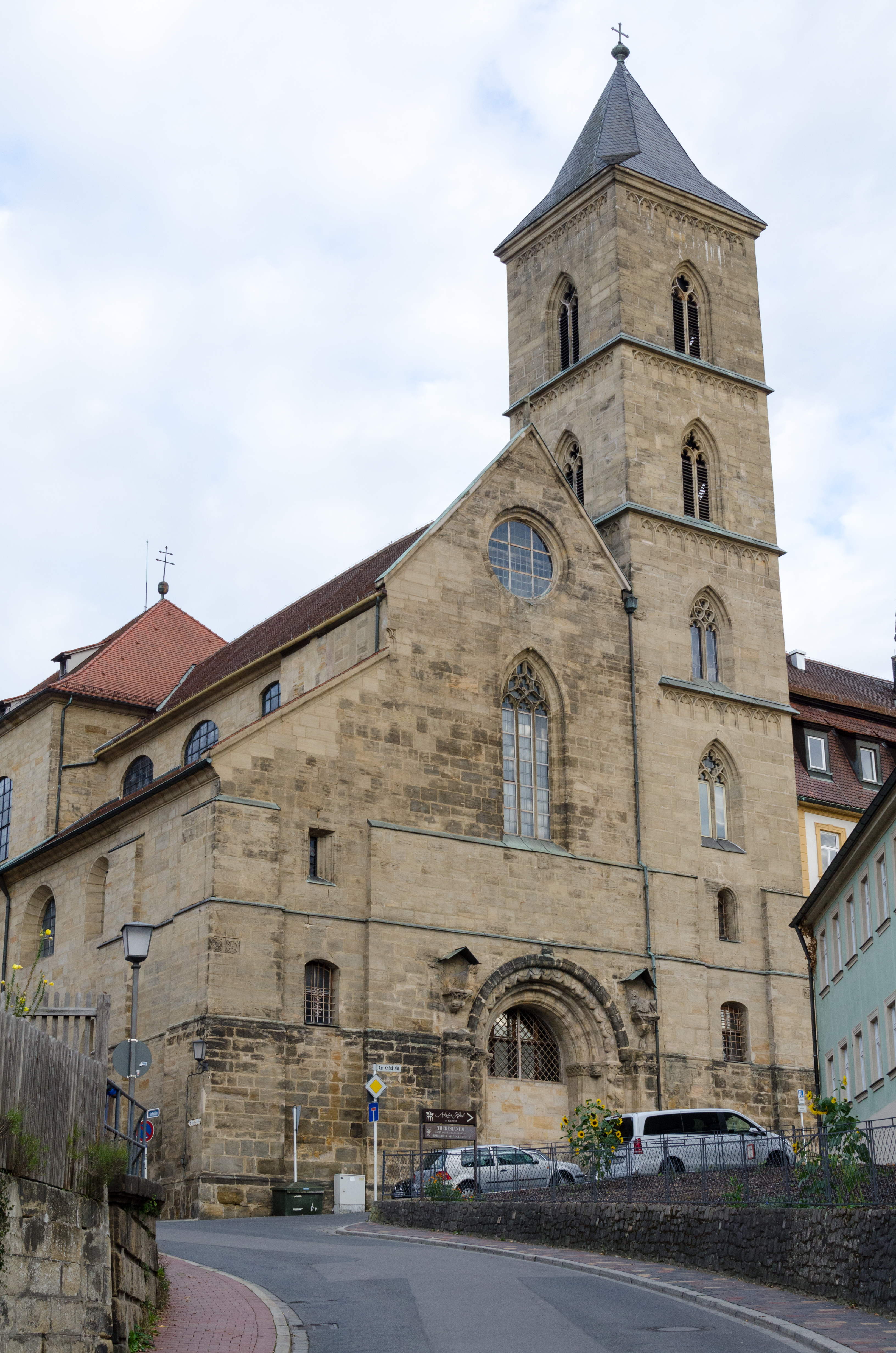
Klosterkirche von Westen

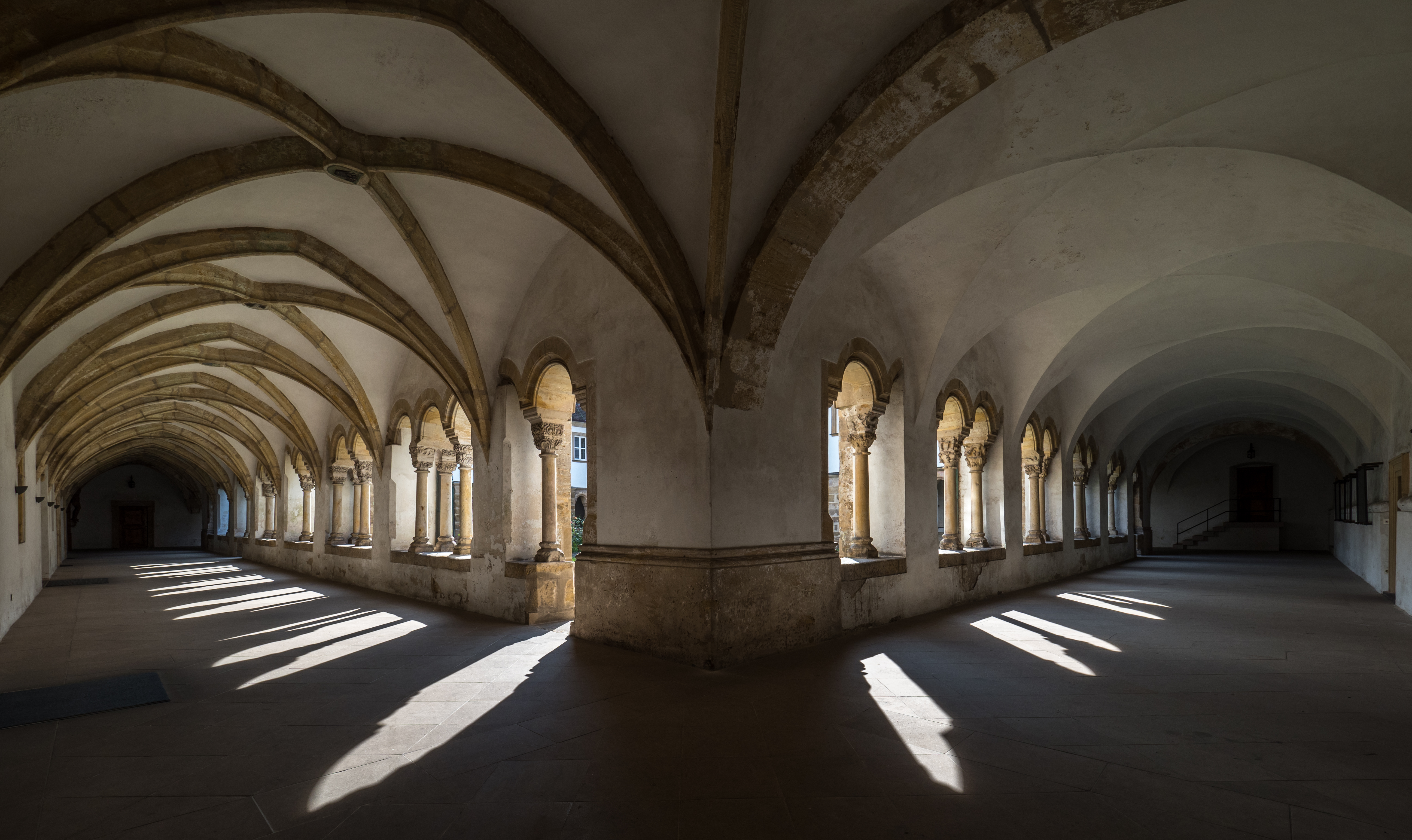
Kreuzgang im Karmelitenkloster

Das Kloster St. Maria und St. Theodor am Kaulberg war eine Abtei der Zisterzienserinnen bis 1553; von 1589 bis 1802 war es und ist wieder seit 1902 Kloster der Karmeliten in Bamberg in Bayern im Erzbistum Bamberg.

## Geschichte
Der Überlieferung zufolge soll schon Bambergs erster Bischof Eberhard I. von Bamberg im Jahr 1030 auf dem Hügel gegenüber dem Bamberger Dom ein Hospital für Kranke und Arme gegründet und es dem heiligen Theodor geweiht haben. Im Bereich dieses Hospitals ließ Bischof Eberhard II. von Bamberg 1157 mit Hilfe der Pfalzgräfin Gertrud, Witwe des Pfalzgrafen Hermann von Höchstadt-Stahleck, das Frauenkloster St. Maria und St. Theodor errichten. Bischof Eberhard II. hatte bei der Gründung des Klosters vor allem die Absicht bewegt, dass „unsere Stadt, die von allen Seiten durch Bollwerke von Kanonikern und Mönchen umgeben ist, auch gottgeweihte Jungfrauen in ihrem Umkreise besitzt, der Dienst Gottes in ihr gemehrt und die Versorgung der Armen und Fremden nichts zu wünschen übriglasse“.
Das Frauenkloster wurde 1525 im Bauernkrieg geplündert und nach dem Zweiten Markgrafenkrieg 1554 aufgelöst. Im Jahre 1589 zogen die vorher im Kloster in der Au ansässigen Karmeliten ein. Der Konvent war berühmt wegen seiner Bibliothek, für die 1593 ein eigener Bibliotheksbau notwendig wurde. 1675 wurde sie neu gestaltet. Zwischen 1692 und 1702 barockisierte Leonhard Dientzenhofer die Klosterkirche. Ab 1737 entstand der Neubau des Westflügels, die Konventgebäude wurden umgebaut. 1797 wurden die Turmhelme erneuert. Das Deckengemälde in der Bibliothek von Johann Anwander entstand um 1755.
Das Karmelitenkloster wurde 1803 im Zuge der Säkularisation aufgelöst. 1806 gelangte es an das Königreich Bayern. Die bayerische Militärverwaltung ließ alle Säulen des Westflügels herausreißen und durch eine Mauer mit Fenstern ersetzen. Die Realien wurden versteigert, Einrichtungsgegenstände der Kirche kamen in andere Kirchen. Die Gebäude wurden unter anderem als Lazarett, Schulhaus und Kaserne genutzt. 1902 erwarben beschuhte Karmeliten aus Straubing den Klosterkomplex. Vom 1. September 1918 bis 1989 betreuten die Karmeliten das Knabenseminar Marianum. Von 1946 bis 2018 trugen die Karmeliten das Spätberufenenwerk Theresianum mit humanistischem Gymnasium, Kolleg und Seminar.

## Die Kirche St. Maria und St. Theodor

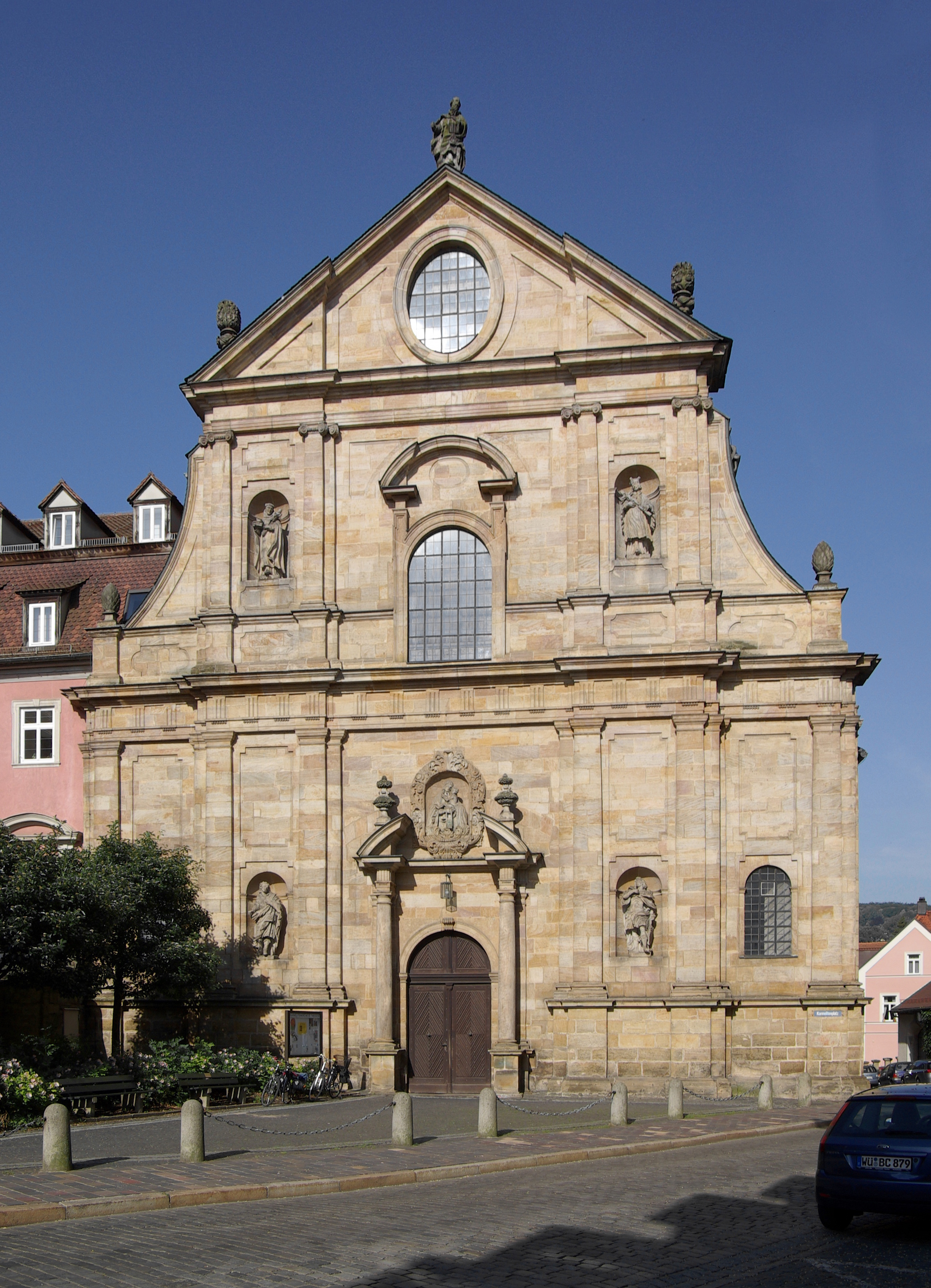
Kirche St. Maria und St. Theodor

### Architekturgeschichte
Im Untergrund dieser Kirche sind romanische Teile der alten Kirche erhalten. Der einzige sichtbare Rest ist das so genannte Löwenportal an der Westseite der jetzigen Kirche. Sie war mit zwei Türmen geplant, jedoch nur der heute bestehende wurde vollständig errichtet, der zweite blieb als Turmstumpf bis 1808 bestehen.
In dieser Kirche fand der Bamberger Bischof Hermann II. (amtierte von 1170 bis 1177) seine letzte Ruhestätte.
Bei der Barockisierung von 1692 bis 1702 durch Leonhard Dientzenhofer wurde die Kirche grundlegend geändert: Der vorher im Osten stehende Hochaltar wurde im Westen der Kirche aufgestellt. Das Löwenportal verlor seine Funktion als Haupteingang und wurde zugemauert.
Die Ostfassade, nun die Eingangsseite der Kirche, erhielt ihren künstlerischen Schmuck durch Leonhard Gollwitzer (auch Goldwitzer). Über dem Haupteingang befindet sich die Skulptur Maria mit Kind und dem Skapulier, angelehnt an das Bild Gnadenbild Mariahilf von Lucas Cranach dem Älteren. Karmelitenheilige befinden sich in den Nischen der Fassade. 
Als Giebelabschluss wurde der Prophet Elias, die Vorbildperson des Ordens aus dem Alten Testament, gewählt.
Nachdem durch die Säkularisation das Kloster aufgehoben und die Kirche ihrer Einrichtung beraubt worden war, konnte 100 Jahre später der Orden der Karmeliten zu Straubing die Konventsgebäude samt Kirche zurückerwerben.
Die Kirche erhielt eine neubarocke Ausstattung durch den klostereigenen Kunstschreiner Frater Alois Ehrlich. Die Inneneinrichtung der Kirche stammt bis auf den Altar der heiligen Familie und der Kanzel aus der Zeit nach 1902. Altar und Kanzel, beide aus dem ursprünglichen Inventar dieser Kirche stammend, konnten zurückerworben und wieder eingebaut werden.
Der bayerische Baumeister Ferdinand Freiherr von Hohenhausen ließ 1808 den unfertigen Turm der Kirche einlegen und den Bauschutt zur Aufschüttung der Altenburger Straße (heute der Platz vor der Gaststätte Zur Matern) verwenden.
Um 1990 wurde nach einem Plan vom Anfang der zweiten Blüte des Karmelitenklosters in den Räumen unter der Kirche eine eigene Grablege geschaffen. Die Grüfte im Friedhof Bamberg wurden aufgelassen und die sterblichen Überreste der dort Bestatteten in ein Sammelgrab in dieser Krypta überführt.

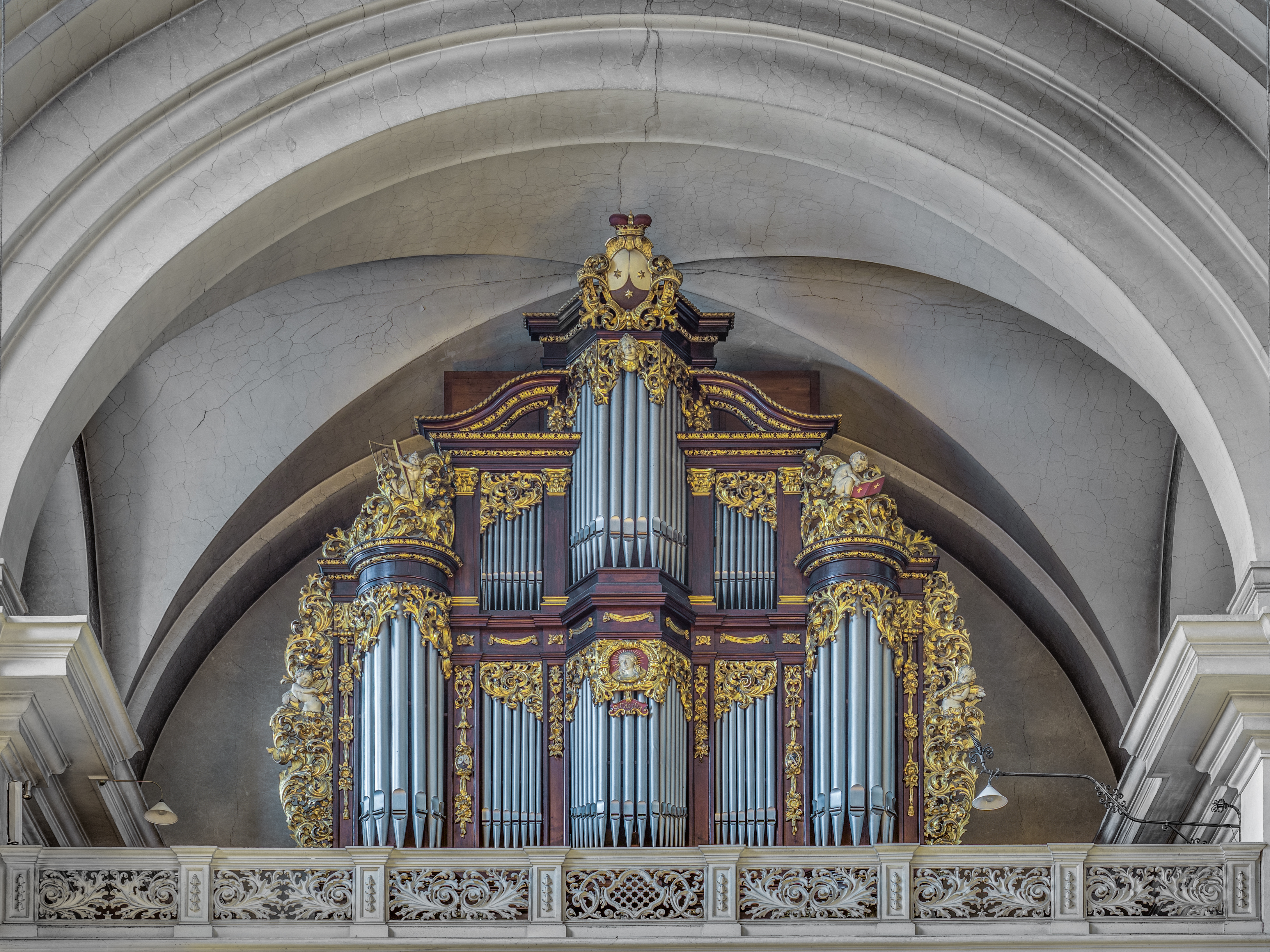
Orgel der Klosterkirche

### Orgel
Im hinteren Teil der Kirche steht auf der Empore eine Orgel mit einem Umfang von 38 Registern auf drei Manualen und Pedal. Sie wurde 1955 gebaut von Orgelbauer Michael Weise.

### Glocken
Im Kirchturm der Karmelitenkirche hängt ein vierstimmiges Glockengeläut aus Gussstahlglocken, die 1921 vom Bochumer Verein für Gussstahlfabrikation gegossen wurden.
Übersicht
| Glocke | Name    | Durchmesser | Gewicht | Schlagton |
| ------ | ------- | ----------- | ------- | --------- |
| 1      | Maria   | 1494 mm     | 1398 kg | d'-1      |
| 2      | Elias   | 1328 mm     | 1013 kg | f'+9      |
| 3      | Josef   | 1175 mm     | 714 kg  | g'+3      |
| 4      | Theodor | 1020 mm     | 484 kg  | g'+3      |

## Krypta

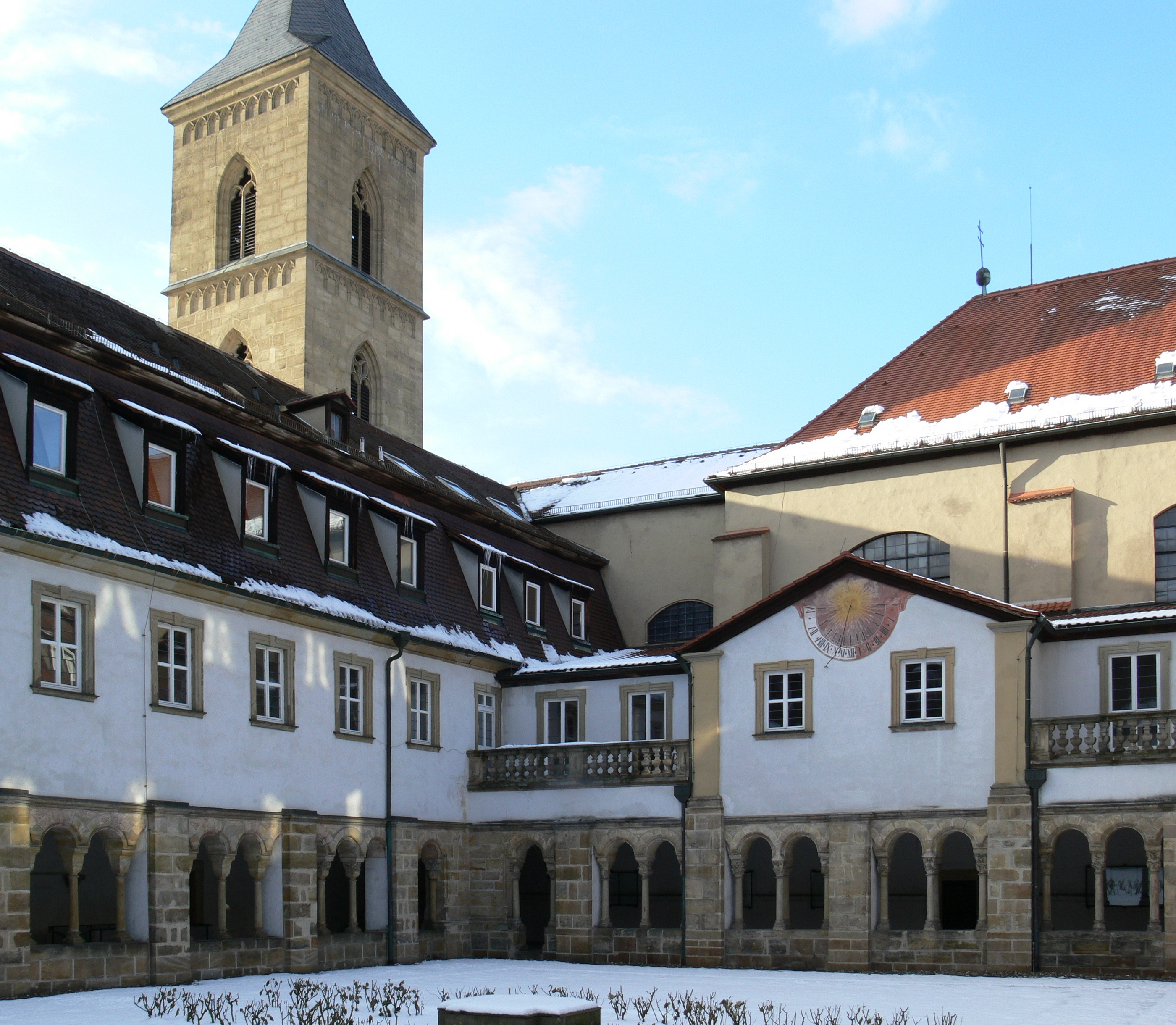
Kreuzgang im Winter

Von der ersten südlichen Seitenkapelle aus betritt man einen unterirdischen saalartigen gotischen Raum. Von diesem gelangt man über Stufen in die Grablegen der Karmeliten. Hier ruhen im mittleren Raum in Schiebegräbern folgende Brüder:
- Frater (Fr.) Erasmus Ring (* 9. Mai 1932; † 25. August 1989)
- Fr. Cornelius Hofmann (* 15. November 1929; † 10. November 1990)
- Pater (P.) Richard Schmidt (* 9. Februar 1951; † 17. Dezember 1992)
- P. Maria Reiner Hörl (* 1. April 1933; † 14. April 1996)
- P. Wunibald Schönmann (* 4. Juni 1931; † 28. Juli 1999)
- P. Maximilian Wagner (* 2. Juni 1929; † 16. Mai 2000)
- P. Raimund Krempel (* 24. Juni 1912; † 27. Dezember 2000)
- P. Joseph Kotschner (* 5. April 1924; † 27. März 2001)
- P. Benedikt Zweier (* 15. Januar 1910; † 13. August 2001)
- Fr. Heinrich Denzler (* 9. Oktober 1930; † 9. Februar 2004)
- Fr. Ulrich Steinmüller (* 6. Februar 1962; † 26. April 2004)
- P. Matthäus Hösler (* 8. Oktober 1937; † 23. April 2009)

Im hinteren Raum sind weitere unbelegte Grablegen eingebaut. Das eine dieser Schiebegräber nahm die sterblichen Überreste der Karmelitenangehörigen auf, die bis zur Einrichtung dieser internen Grablege im Friedhof Bamberg bestattet worden waren.

## Kreuzgang
Der Kreuzgang entstand im 14. Jahrhundert während der Regierungszeit des Bamberger Bischofs Lamprecht von Brunn, der als Kanzler Kaiser Karls IV. enge Beziehungen zum Kaiserhof in Prag hatte. 
Der Kreuzgang hat eine Größe von 25 auf 35 Meter und zeichnet sich durch seine romanischen Arkadenbögen aus goldbraunem Eisensandstein, seine Säulenbasen mit Ecksporen, die romanischen Kapitelle in Kelchblockform und die Kapitellplastiken im Stil zwischen Romanik und Gotik aus. Man griff damals wohl bewusst auf den romanischen Baustil zurück, um dem Kreuzgang ein ehrwürdiges Aussehen zu geben. Die Anlage ist einer der besterhaltenen Kreuzgänge der späten Romanik beziehungsweise frühen Gotik.
Wohl die Raumnot machte es erforderlich, dass um 1466 der Ostflügel des Kreuzgangs eingewölbt wurde, um dort – kostengünstiger als mit einem Neubau – Klosterwohnraum zu schaffen. Diese und die späteren Einwölbungen waren der erste große Eingriff in den Bestand der Arkadenreihen. Durch Einmauerung von Säulen musste die Statik für die aufgesetzten Stockwerke gesichert werden.
Nach der Auflösung des Klosters und dem Umbau der Gebäude zur Kaserne wurde der westliche Flügel seiner Arkaden beraubt und mit großflächigen Blendbögen vermauert.
Teile dieser ursprünglichen Säulen und Kapitelle fanden Verwendung beim Bau einer romantischen Gartenruine im Garten des Bankiers Keilholz, andere gelangten in Privatbesitz und in das Bayerische Nationalmuseum in München.
Eine erstmalige Bereicherung durch Rückführung von Kapitellen geschah 1917, als Kaplan Dr. Georg Hofmann die im Keilholzschen Garten – eingelassen in einer künstlichen Ruine – vorhandenen Relikte als solche vom Kreuzgang des Karmelitenklosters identifizieren konnte. Diese Kapitelle erwarb das Kloster zur Bereicherung des Kreuzgangs zurück.
Durch neue Feuervorschriften war um 1980 ein Umbau des Klosters nötig. Dabei wurden die noch bestehenden Blendbögen herausgenommen und durch neue Säulen mit rohen und unbearbeiteten Kapitellsteinen ergänzt und so die geschlossene Einheit des Kreuzgangs wiederhergestellt. Bereichert wurde er durch einige vom Bayerischen Nationalmuseum als Dauerleihgabe herausgegebene bildhauerisch bearbeitete alte Kapitelle.
In den Bildwerken wird Pflanzen-, Tier- und Menschensymbolik benutzt. Abgebildet sind Adam und Eva nach dem Sündenfall, Abrahams Opfer, die Peinigung Christi und die Symbole der vier Evangelisten. Am meisten aber wird auf den Kampf des Menschen zwischen Tugend und Laster angespielt.

## Fotos

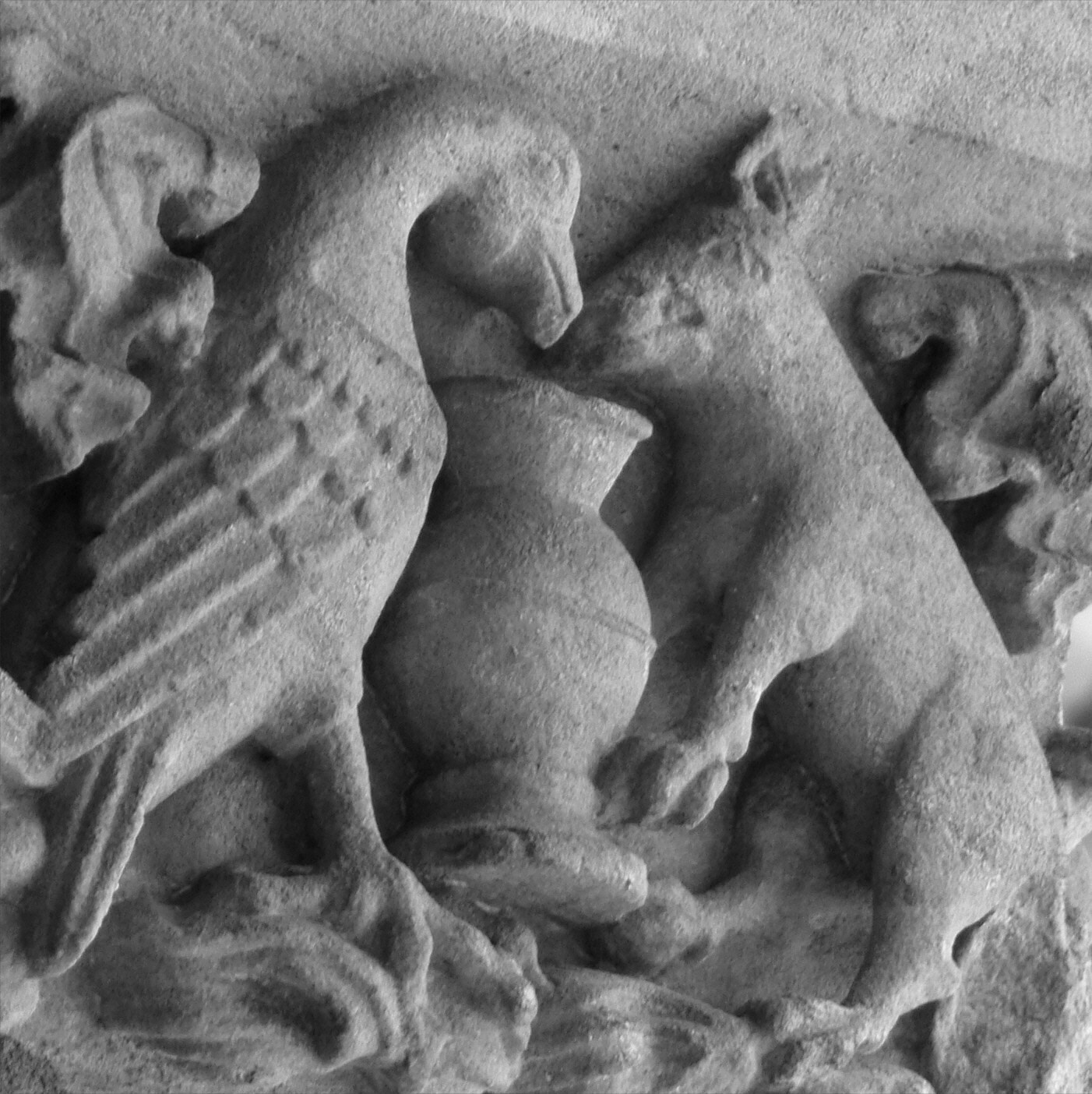
Adler und Schwein
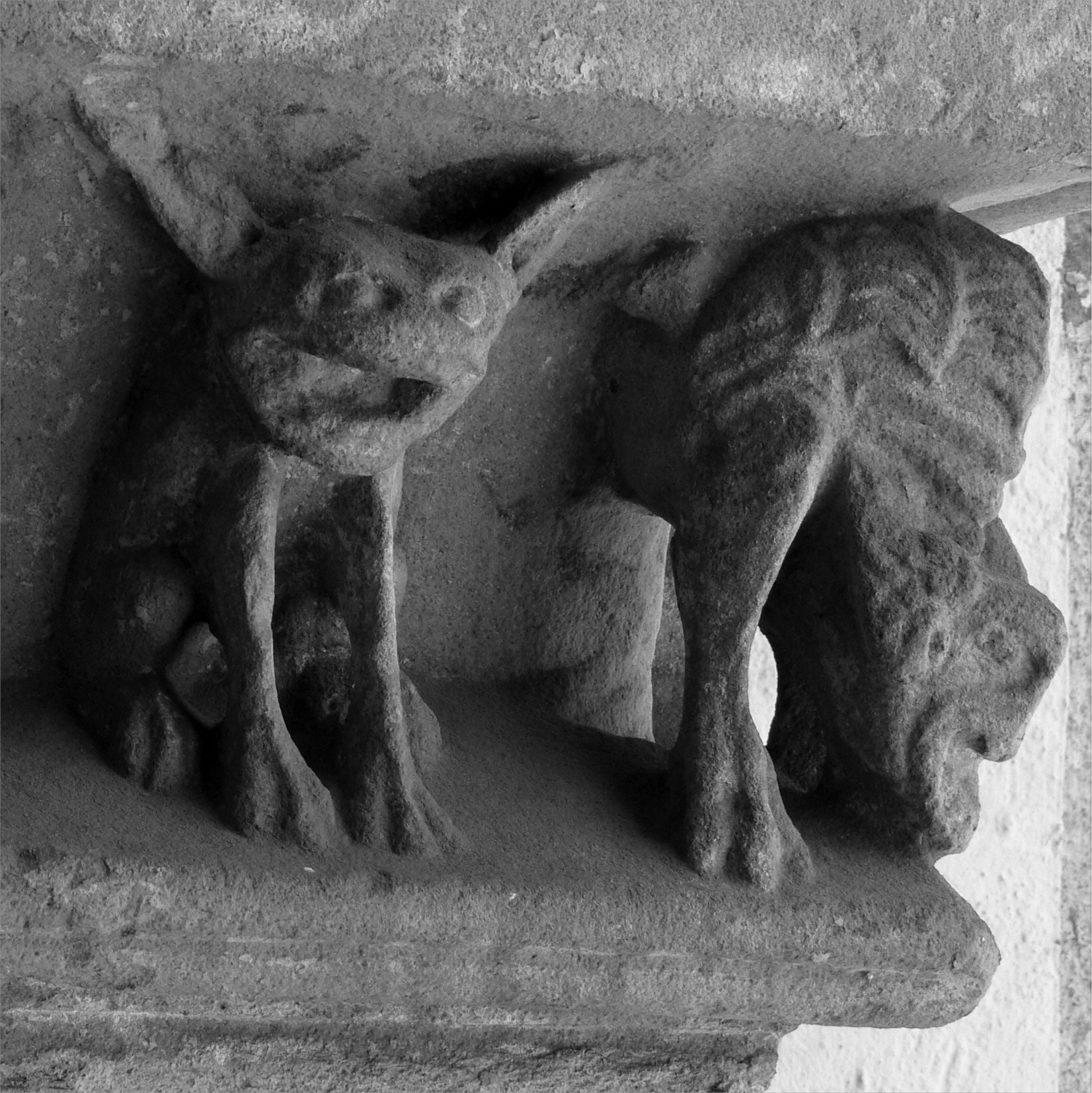
Großohrhund
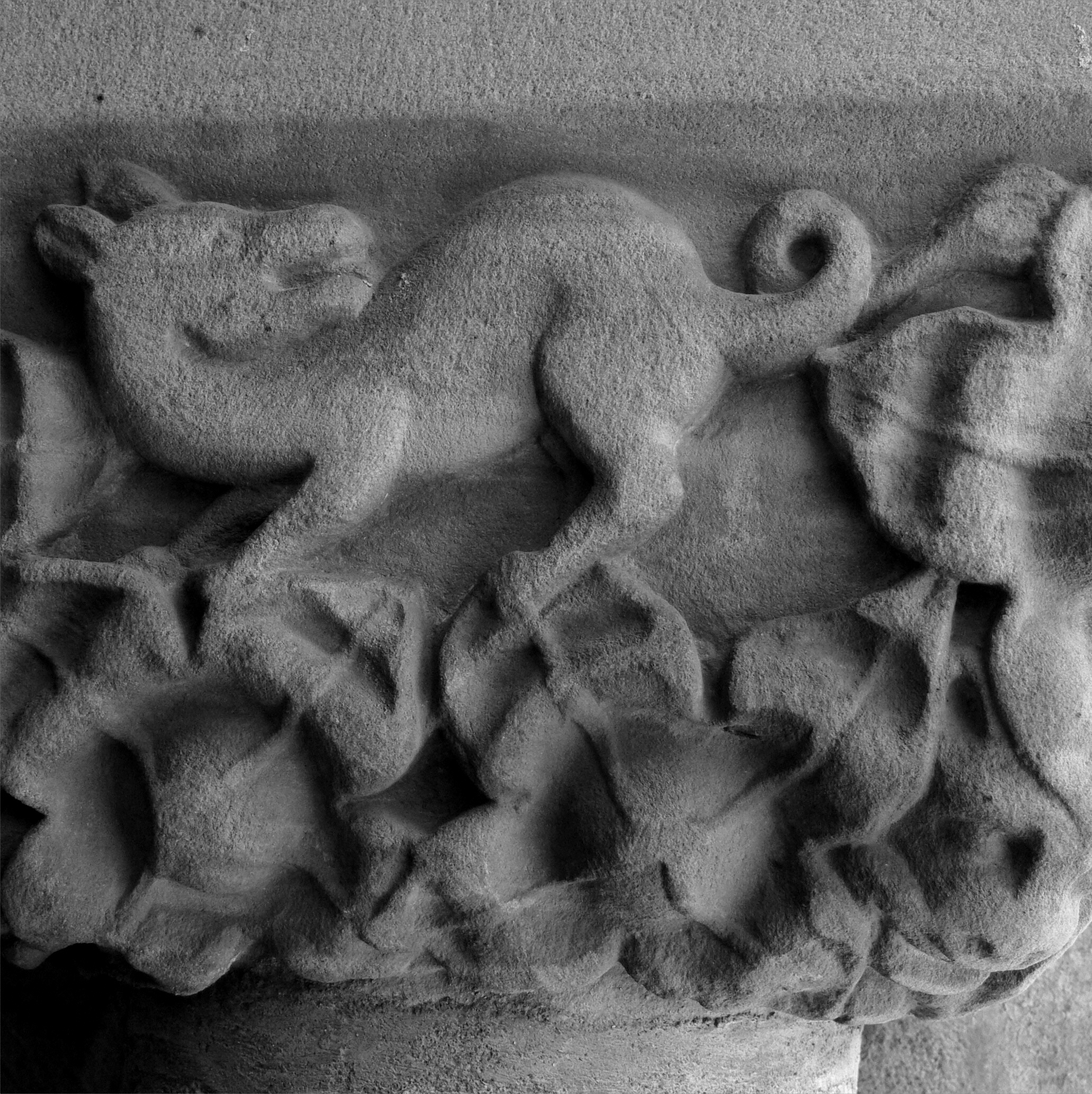
Katze
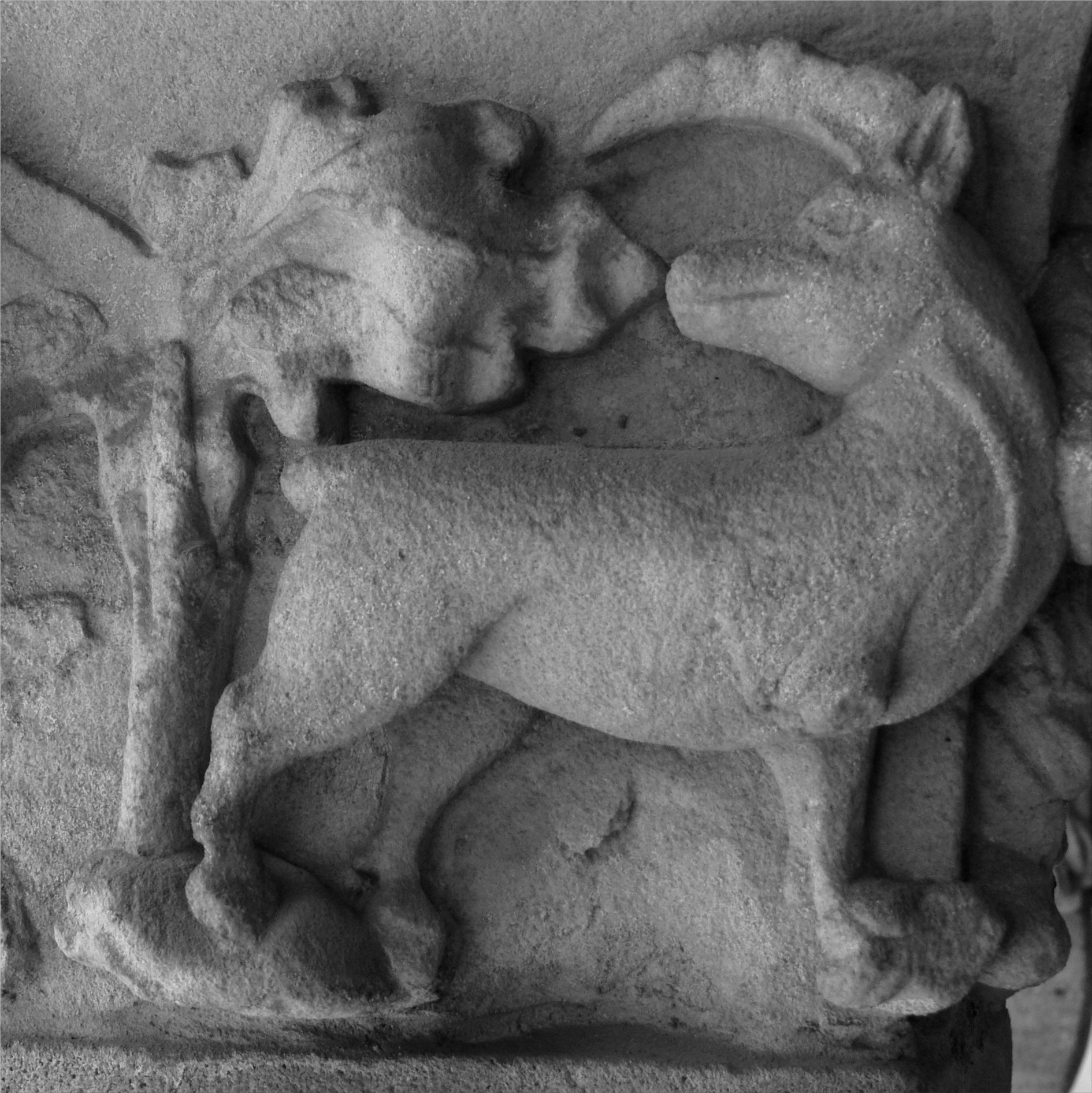
Widder

## Nachweise
1. ↑  organindex.de Orgeldatenbank: Bamberg, Karmelitenkirche (St. Theodor)
2. ↑  Glockendatenbank createsoundscape.de: Kath. Karmelitenklosterkirche St. Maria und Theodor in Bamberg

Koordinaten: 49° 53′ 18″ N, 10° 52′ 52″ O